# Mia Gibson
Maria (Mia) Wilhelmina Gibson, född Nilsson den 13 december 1869 i Göteborg, död 27 februari 1965 i Rom, Italien, var en svensk porträttmålare.
Hon var dotter till handlaren Theodor Nilsson och Wilhelmina Gysander och från 1903 gift med affärsmannen William Gibson. Hon studerade konst för Carl Wilhelmson, Georg och Hanna Pauli vid Valands målarskola i Göteborg samt teckning vid Académie de la Place Malesherbes i Paris 1891–1892 samt under studieresor till England och Italien där hon kopieringsmålade äldre mästares verk. Hon medverkade i utställningar i Göteborg och Stockholm.